# Base Río Amarillo

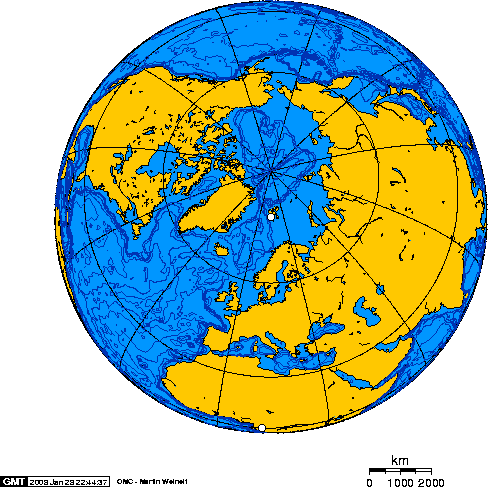
Proyección ortogonal centrada sobre la Base Río Amarillo, Svalbard.

El Instituto de Investigación Polar de China estableció la Base Río Amarillo (en chino tradicional, 黃河站; en chino simplificado, 黄河站; pinyin, Huánghé Zhàn) en Ny-Ålesund, Svalbard, Noruega en 2003.
Los científicos de la estación investigan las auroras polares, microbios congelados, monitorizan glaciares e investigan la atmósfera.